# بوگارا
بوگارا (به اسپانیایی: Bugarra) یک شهرستان در اسپانیا است که در Los Serranos واقع شده‌است.

## خصوصیات
بوگارا ۴۰٫۳ کیلومترمربع مساحت و ۸۷۱ نفر جمعیت دارد و ۱۶۵ متر بالاتر از سطح دریا واقع شده‌است.